# 13e Match des étoiles de la Ligue nationale de hockey
Match précédent Match suivant
Le 13e Match des étoiles de la Ligue nationale de hockey fut tenu le 3 octobre 1959 dans le domicile des Canadiens de Montréal, le Forum de Montréal.
Les Canadiens l'emportèrent par la marque de 6 à 1 aux dépens des étoiles de la LNH.

## Effectif

### Canadiens de Montréal
- Entraîneur-chef : Toe Blake.

Gardiens de buts
- 01 Jacques Plante.

Défenseurs :
- 02 Doug Harvey.
- 10 Tom Johnson.
- 11 Bob Turner.
- 19 Al Langlois.
- 21 Jean-Guy Talbot.

Attaquants :
- 04 Jean Béliveau, C.
- 05 Bernard Geoffrion, AD.
- 06 Ralph Backstrom, C.
- 08 Bill Hicke, AD.
- 09 Maurice Richard, AD.
- 12 Dickie Moore, AD.
- 14 Claude Provost, AD.
- 15 Ab McDonald, AG.
- 16 Henri Richard, C.
- 18 Marcel Bonin, AG.
- 20 Phil Goyette, C.
- 22 Don Marhall, AG.
- 23 André Pronovost, AG.

### Étoiles de la LNH
- Entraîneur-chef : Punch Imlach ; Maple Leafs de Toronto.

Gardiens de buts :
- 01 Terry Sawchuk ; Red Wings de Détroit.

Défenseurs :
- 03 Marcel Pronovost ; Red Wings de Détroit.
- 04 Bill Gadsby ; Rangers de New York.
- 05 Carl Brewer ; Maple Leafs de Toronto.
- 14 Fern Flaman ; Bruins de Boston.
- 19 Doug Mohns ; Bruins de Boston.

Attaquants
- 07 Red Sullivan, C ; Rangers de New York.
- 08 Andy Bathgate, AD ; Rangers de New York.
- 09 Gordie Howe, AD ; Red Wings de Détroit.
- 10 Alex Delvecchio, C ; Red Wings de Détroit.
- 11 Jerry Toppazzini, AD ; Bruins de Boston.
- 15 Frank Mahovlich, AG ; Maple Leafs de Toronto.
- 16 Bert Olmstead, AG ; Maple Leafs de Toronto.
- 17 Ed Litzenberger, AD ; Blackhawks de Chicago.
- 18 Don McKenney, C ; Bruins de Boston.
- 24 George Armstrong, AD ; Maple Leafs de Toronto.

## Feuille de match
| No                                                                                                  | Score            | Équipe           | Buteur (Passeur(s))              | Temps            |                  |
| Première période                                                                                    | Première période | Première période | Première période                 | Première période | Première période |
| --------------------------------------------------------------------------------------------------- | ---------------- | ---------------- | -------------------------------- | ---------------- | ---------------- |
| Aucun but                                                                                           |                  |                  |                                  |                  |                  |
| Pénalité : Aucune                                                                                   |                  |                  |                                  |                  |                  |
| Deuxième période                                                                                    |                  |                  |                                  |                  |                  |
| 1                                                                                                   | 1-0              | Montréal         | Béliveau (Hicke - Harvey)        | 4:25             |                  |
| 2                                                                                                   | 2-0              | Montréal         | McDonald (Backstrom - Geoffrion) | 13:43            |                  |
| 3                                                                                                   | 2-1              | LNH              | McKenney (Litzenberger)          | 18:30            |                  |
| Pénalité : Aucune                                                                                   |                  |                  |                                  |                  |                  |
| Troisième période                                                                                   |                  |                  |                                  |                  |                  |
| 4                                                                                                   | 3-1              | Montréal         | Moore (H. Richard - Johnson)     | 7:44             |                  |
| 5                                                                                                   | 4-1              | Montréal         | H. Richard (Moore - Harvey)      | 9:31             |                  |
| 6                                                                                                   | 5-1              | Montréal         | Béliveau (Hicke - Bonin)         | 11:54            |                  |
| 7                                                                                                   | 6-1              | Montréal         | Pronovost (Harvey)               | 15:51            |                  |
| Pénalité : Tremblay (Mtl) retenu 8:43 ; Bathgate (LNH) accroché 9:21 ; Turner (Mtl) trébuché 12:45. |                  |                  |                                  |                  |                  |

Gardiens :
- Montréal : Plante (60:00).
- LNH : Sawchuk (60:00).

Tirs au but :
- Montréal (33) 09 - 14 - 10
- LNH (35) 14 - 16 - 05

Arbitres : Frank Udvari
Juges de ligne : George Hayes, Bob Frampton